# Neocorynura nambikwara
Neocorynura nambikwara is een vliesvleugelig insect uit de familie Halictidae. De wetenschappelijke naam van de soort is voor het eerst geldig gepubliceerd in 2019 door Gonçalves.

## Voorkomen
De soort komt voor in Brazilië.